# Чарівник Смарагдового міста
«Чарівник Смарагдового міста» (рос. Волшебник Изумрудного города) — дитячий фентезійний роман-казка російського письменника Олександра Волкова, вперше виданий у 1939 році з ілюстраціями художника Миколи Радлова. Опісля першої публікації у 1939 році, книга неодноразово переписувалася Волковим, зокрема у 1959 році з'явилося нове, значно перероблене, видання книги, з ілюстраціями художника Леоніда Владимирського.
Книга є переробленою версією роману Френка Баума «Дивовижний чарівник з країни Оз», що зазначалося в усіх радянських виданнях.
Українською «Чарівник Смарагдового міста» книгу переклали Фелікс Ксензенко (1992) та Наталя Косенко (2013). Видавництво «Веселка» видавала роман з перекладом Михайла Зяблюка. Різні україномовні видання книги виходили з ілюстраціями Олександра Коваля, Леоніда Владимирського, Володимира Коркіна, Ангеліни Канкави, Миколи Барнича, та Олени Семякіної тощо.
Оскільки немає офіційної назви для серії книг про Чарівну країну, «Чарівник Смарагдового міста» також є назвою усієї серії з шести книг.

## Серія «Чарівник Смарагдового міста»
До серії Волкова «Чарівник Смарагдового міста» про Чарівну країну входять 6 книг:
1. «Чарівник Смарагдового міста» (1939, 1959).
2. «Урфін Джус і його дерев'яні солдати» (1963).
3. «Сім підземних королів» (1964).
4. «Вогняний бог Марранів» (1968).
5. «Жовтий Туман» (1970).
6. «Таємниця покинутого замку» (1976, 1982).

Якщо у перших трьох книгах головною героїнею є дівчинка Еллі, то вже в четвертій книзі автор вводить нову героїню, а саме молодшу сестру Еллі — Енні, яка замінює Еллі в її чарівних пригодах.
Існують продовження волковського циклу: цикл повістей «Лабіринти чарівного світу», Юрія Кузнєцова, серії книг «Смарагдове місто» та «Казки Смарагдового міста», написані Сергієм Сухіновим, а також повість «Лазурова фея Чарівної країни» Олексія Шпагіна.

## Про книгу

### Сюжет
Дівчинка Еллі зі штату Канзас та її вірний песик Тотошко потрапляють до Чарівної країни. Буревій, викликаний злою чарівницею Гінгемою, переніс будиночок-фургон з Еллі та Тотошком через Велику пустелю та високі гори. Добра чарівниця Вілліна спрямувала фургон так, що він приземлився прямісінько на голову Гінгеми та розчавив її. Тотошко приносить своїй маленькій хазяйці срібні черевички злої відьми, а Вілліна повідомляє дівчинці, що повернути її у Канзас може великий чарівник Гудвін зі Смарагдового Міста. Щоб повернутися додому Еллі повинна допомогти трьом істотам у виконанні їх заповітних бажань. Мандруючи разом з Тотошком, що раптом заговорив, шляхом, вибрукуваним жовтою цеглою, у Смарагдове місто, Еллі зустрічає ожиле опудало Страхопуда, чиє заповітне бажання — отримати мізки, Залізного Дроворуба, що мріє повернути втрачене серце, та Полохливого Лева, якому бракує сміливості, щоб стати справжнім царем звірів. Усі разом вони відправляються до Гудвіна Великого і Жахливого у Смарагдове Місто, щоб попросити чарівника виконати їх заповітні бажання. Переживши багато пригод (напад Людожера, зустріч з Шаблезубими Тиграми, переправу через річку, перехід через макове поле) і здружившись при цьому, вони дістаються до Смарагдового міста. Під час подорожі Еллі також познайомилась з королевою польових мишей Раміною, яка подарувала дівчинці срібний свисток, щоб та могла викликати її за потребою. Гудвін погоджується виконати всі бажання за умови, що мандрівники звільнять Фіолетову країну від влади злої чарівниці Бастинди, сестри загиблої Гінгеми. 
Спочатку їм щастить: вони відбивають атаку посланих Бастиндою вовків, зграї хижого вороння з залізними дзьобами, бджіл, — однак Летючі Мавпи, викликані Бастиндою за допомогою чарівної Золотої Шапки, знищують Страхопуда і Дроворуба, беруть у полон Лева. Еллі залишається неушкодженою тільки тому, що її захищають чарівні срібні черевички, знайдені Тотошком у печері Гінгеми. Бастинда, на відміну від Еллі, знає про чарівну силу черевичок своєї сестри і сподівається хитрістю відібрати їх у дівчинки. Одного разу їй це майже вдалося, але Еллі облила Бастинду водою з відра, і зла чарівниця розтанула (адже їй була передбачена загибель від води, і тому вона не вмивалася п'ятсот років!). Еллі з допомогою звільнених Мигунів повертає до життя Страхопуда і Залізного Дроворуба. Раді Мигуни просять Дроворуба стати правителем, на що він відповідає, що має спочатку отримати серце.
Компанія повернулася з перемогою, але Гудвін не поспішає з виконанням їхніх бажань. Коли друзі, нарешті, домагаються аудієнції, з'ясовується, що Гудвін насправді не чарівник, а звичайна людина, якого колись занесло у Чарівну країну на повітряній кулі. Навіть численні смарагди, що прикрашають місто, в більшості своїй — просте скло, що здається зеленим через зелені окуляри, які зобов'язані носити всі в місті (нібито для захисту очей від сліпучого блиску смарагдів). Однак заповітні бажання супутників Еллі все ж таки виконуються. Насправді Страхопуд, Дроворуб і Лев давно володіли омріяними якостями, але їм просто не вистачало віри в себе. Тому символічні вузлик з висівками, змішаними з голками й шпильками, шовкове серце, напхане тирсою та рідина «для хоробрості» (шипучий квас, з домішками валеріани), приготовані Гудвіном, допомагають друзям знайти розум, доброту і сміливість. Еллі теж нарешті отримує можливість повернутися додому: Гудвін, якому набридло видавати себе за чарівника, вирішує полагодити свою повітряну кулю та повернутися на батьківщину разом з Еллі та Тотошком. Своїм наступником він призначає Страхопуда Мудрого. Однак перед самим відльотом вітер обриває мотузку, що утримує повітряну кулю, і Гудвін відлітає один, залишивши Еллі в Чарівній країні.
За порадою Довгобородого Солдата Діна Гіора друзі, включаючи Страхопуда, який тимчасово залишив трон, відправляються в нову подорож — у далеку Рожеву країну, до доброї чарівниці Стеллі. На цьому шляху їх чекають небезпеки, головна з яких — повінь, що застала їх на острові посеред Великої річки. Знайшовши одне одного після повені, Еллі та її супутники переправились на інший берег і потрапили до лісу, в якому звірі шукали захисту від величезного чудовиська, що схожий на павука, але удесятеро більший за буйвола. Лев вбиває Павука, і звірі визнають його своїм царем.
Врешті решт, Еллі дістається до Рожевої країни, і добра чарівниця Стелла відкриває їй таємницю срібних черевичків: вони можуть переносити свого власника на будь-яку відстань, і Еллі в будь-який момент може повернутися в Канзас. Друзі прощаються, Страхопуд, Дроворуб і Лев відправляються до народів, правителями яких вони стали (туди їх відносять Летючі Мавпи за наказом чарівниці Стели, якій Еллі віддає Золоту Шапку), а Еллі повертається додому, до батьків.

### Головні герої
Відважні мандрівники
- Еллі Сміт
- Тотошко
- Страхопуд
- Залізний Дроворуб
- Полохливий Лев

Чарівники
- Гінгема (зла)
- Вілліна (добра)
- Бастинда (зла)
- Стелла (добра)
- Гудвін (добрий, мудрий) — не мав чарівних здібностей, але вміло видавав себе за чарівника.

Позитивні персонажі
- Прем Кокус
- Фарамант
- Дін Гіор
- Летар
- Фрегоза
- Раміна

Негативні персонажі
- Людожер
- Шаблезубі тигри
- Гігантський Павук

Нейтральні персонажі
- Летючі Мавпи

### Ілюстрації різних видань
Перше видання книги у 1939 році містило чорно-білі штрихові малюнки Миколи Радлова. У 1959 році книга виходить з кольоровими малюнками художника Лєоніда Владімірского. Образи героїв, створені ним, стали найбільш популярними, художник оформив усі шість книг казкового циклу. У новіших виданнях українською мовою використовувалися зображення О. Коваль, В. Коркіна, А. Канкави, М. Б. Барнич, О. Семякіної.

### Видання
Зустрічаються хибні твердження, начебто в першому виданні 1939 року не було згадано першоджерело-твір Френка Баума і лише у виданні 1959 така згадка з'явилася. Це не відповідає дійсності: на титульному аркуші в першовиданні значилося, що казка є «переробкою казки американського письменника Франка [sic] Баума „Мудрець з країни Оз“», а «Литературная газета» від 20 вересня 1939 року, анонсуючи вихід книжки, навіть назвала оригінальну казку Баума «відомою», що викликало іронічний коментар у записнику Волкова, оскільки у СРСР вона була зовсім невідома.

### Післямова
У післямові до видання 1959 року Волков, звертаючись до сучасних йому юних читачів, припускає, що ті були дуже здивовані, що Великий і Жахливий Чарівник Гудвін насправді виявився не чарівником. Потім Волков пише, що його казка вчить тому, що будь-який обман чи брехня рано чи пізно розкриваються. Добродушний, але слабохарактерний Гудвін не мав особливих здібностей і бажання працювати. Вважаючи, що життя у Чарівній країні таке ж, як і життя у сучасних йому капіталістичних США, він не бачив для себе іншого способу досягти успіху та процвітання, крім брехні. Ця постійна брехня приводить Гудвіна до того, що він посилає замість себе на битву зі злою чарівницею маленьку дівчинку. О. М. Волков в післямові вказує, що написав свою казкову повість «Чарівник Смарагдового міста» за мотивами казки американського письменника Лімана Френка Баума, яка називається «Мудрець із країни Оз», вказуючи дату її виходу в США — 1900 рік, і про її численні продовження. Пише, що багато чого змінив у книзі Баума, дописав нові глави. Розповідає, що Тотошко у Баума, на відміну від його Тотошки — німий. Крім того, в післямові зазначається, що автор починає писати другу книгу про пригоди Еллі та її друзів — «Урфін Джус і його дерев'яні солдати».
Чернетка післямови до редакційного скорочення, що збереглася в архіві письменника, має значно більший обсяг, зокрема коротко торкається біографії Баума та сюжетів його продовжень. З 1973 року друкується ще більш скорочений варіант післямови, де вилучені елементи заочної полеміки з Баумом та «буржуазною мораллю», натомість після короткого переказу вже виданого «Урфіна Джуса» згадуються за назвами три наступні продовження, які також на той час побачили світ.
У виданнях кількох казок під однією обкладинкою післямова зазвичай опускається, може опускатися також у сучасних перевиданнях (через це може зникати посилання на оригінальну казку Баума, присутнє в усіх виданнях радянських часів).

## Відмінності у виданнях Волкова
Існує багато видань казки, проте їх тексти часто не збігаються. Книга багато разів допрацьовувалась автором, і якщо ранні версії являють собою переклад казки Баума з заміною окремих епізодів, то в пізніх і образи персонажів, і пояснення подій змінені значною мірою, що створює особливу атмосферу, що відрізняє Чарівну країну від Оз. Є три найбільш відомі версії повісті:
- Видання 1939 року — найближче до оригінального тексту Баума:
  - Еллі — сирота, що живе у дядька та тітки;
  - Тотошко в Чарівній країні німий і нерозумний;
  - Чарівну країну оточує тільки пустеля, про Навколосвітні гори мова не йде;
  - імена чарівниць та другорядних персонажів не називаються;
  - у лісі між ярами мешкають тигроведмеді;
  - на сході знаходиться Жовта країна, на півдні Фіолетова (в Баума — Червона);
  - у горах на північ від Фіолетової країни живуть безрукі коротульки з шиями, що видовжуються.
- Видання 1959 року:
  - у Еллі з'являються батьки;
  - Тотошко заговорив;
  - чарівниці отримують імена;
  - тигроведмедів змінили Шаблезубі тигри;
  - колишня Жовта країна стала Фіолетовою (хоча прихильність Мигунів до золота залишається), колишня Фіолетова — Рожевою;
  - безрукі коротульки замінені на Стрибунів — чоловічків, що високо стрибають та атакують ворогів ударами голови та масивних кулаків.
- Третя версія (після 1973):
  - Страхопуд спочатку говорить з безліччю обмовок, поступово переходячи на правильну мову;
  - перед зустріччю з Людожером, Еллі знімає черевички, втрачаючи таким чином магічний захист;
  - з'являються імена у Фліти, Лестара, Уорра;
  - Стрибуни називають себе Марранами, як у четвертій книзі;
  - Залізний Дроворуб не говорить, що привезе свою наречену до Фіолетової країни;
  - зникли усі згадки про слонів на території Чарівної країни;
  - пояснюється, що «сміливість», яку Гудвін дав Леву, була квасом з валер'янкою; через це в останньому прижиттєвому виданні Лев випиває її не з огидою, як у попередніх, а з задоволенням;
  - вказується, що призначення Страхопуда правителем Смарагдового міста викликало невдоволення в окремих придворних (натяк на майбутню зраду Руфа Білана).

Останні відмінності, судячи з усього, мали краще пов'язати книгу з написаними до цього часу продовженнями.
Крім наведених вище значних змін, між цими виданнями існує безліч дрібних текстових відмінностей, таких як заміна окремих слів. Можна сказати, що казка була повністю переписана кілька разів, про що свідчать і архівні матеріали.

## Відмінності між твором Волкова (вид. 1959) та твором Баума (вид. 1900)
Хоча за бажання можна коротко переказати сюжет «Чарівника Смарагдового міста» і «Дивовижного Чарівника країни Оз» одними і тими ж словами, між книгами існують чисельні відмінності, що виходять далеко за рамки переказу іншою мовою та заміни власних назв, як може здатися на перший погляд. Серед основних відмінностей: 
- Ім'я головної героїні — Еллі Сміт, а не Дороті Ґейл (утім, прізвища дівчаток не згадуються в перших книгах ані Баума, ні Волкова, і з'являться лише в наступних). Дівчинка має батьків (Джон та Анна Сміт), в той час, як Дороті — сирота, що живе з дядьком Генрі та тіткою Ем.
- Життя дівчинки в Канзасі Волков зображує менш похмуро, ніж Баум.
- Дороті — грамотна, але читання займає в її житті незначне місце, в той час, як Еллі досить начитана — читала не тільки казки, а й пізнавальні книги (наприклад, про древніх шаблезубих тигрів), за звичкою лишає повідомлення-написи.
- Буревій, що приніс Еллі до Чарівної країни, викликаний злою чарівницею Гінгемою, яка бажала спустошити світ, а будиночок спрямований на Гінгему чарами Вілліни. Баум описував циклон як звичайне стихійне лихо, а смерть чарівниці — як випадковість.
- Гінгема описана як могутня чарівниця, сестра Бастинди. У творі Баума про чарівницю Сходу є тільки неприємні спогади місцевих жителів, а чарівниця Заходу — не її сестра.
- При зустрічі з доброю чарівницею Дороті каже: «Я думала, що всі чарівниці злі». Еллі: «То ви чарівниця?! А мама мені говорила, що чарівники вже перевелися!».
- Тотошко, потрапивши у Чарівну країну, починає розмовляти «людськими словами», як всі звірі країни. У Баума песик залишається безмовним, хоча в наступних книгах з'ясується, що він теж умів говорити, але не хотів.
- Чарівна країна у Волкова більш недоступна, вона загороджена не тільки пустелею, але суцільним кільцем непрохідних височенних гірських хребтів.
- Орієнтація частин Чарівної країни по сторонах світу є дзеркальним відображенням Оз: якщо у Баума Блакитна країна, де починає свій шлях Дороті, знаходиться на сході, то у Волкова вона на заході.
- Назви країн за кольором змінені: Жовтій країні Баума відповідає Фіолетова країна Волкова, і навпаки. Розташування країн у Волкова, загалом, менш логічно, адже втрачена закономірність, згідно з якою проміжний колір спектру — зелений — знаходиться між крайніми. Але виникає інша закономірність — країни злих чарівниць мають «холодні» кольори, а країни добрих чарівниць — «теплі».
- У казці «Чарівник країни Оз» чарівниці не названі за іменами, окрім Глінди, доброї чарівниці Півдня. У Волкова добру чарівницю Рожевої країни звуть Стелла, а чарівниці Півночі, Сходу і Заходу отримують імена Вілліна, Гінгема та Бастинда відповідно.
- У Волкова жителі Чарівної країни відрізняються характерними прикметами: Мигуни — блимають очима, Жувани — рухають щелепами. Баум не описує таких рис, лише вказує назви, відштовхуючись від імовірного значення яких, Волков і надав їм ці риси.
- У Волкова чарівника звуть Гудвін, а країна називається Чарівної країною, у Баума і країна, і чарівник іменується Оз. З наступних книг (а саме з четвертої) відомо, що його повне ім'я Оскар Зороастр Фадріг Ісаак Норман Хенкл Еммануель Амбройз Діггс. Сам він вимовляє тільки ініціали (які випадково збіглися з назвою країни та стародавньої династії її правителів), і не називає останніх букв, що утворюють слово «Pinhead», яке означає «Дурень».
- Еллі отримує пророцтво про три заповітні бажання, що мають бути виконані, аби дівчинка змогла повернутися до Канзасу. Перед Дороті ніяких умов не ставили, разом з тим їй і не обіцяють повернення додому, лише дають вказівку — прямувати до Смарагдового міста. Крім того, вона отримує Чарівний Поцілунок від Доброї Чарівниці Півночі, який гарантує їй безпечну дорогу, і вся складність лише в самому пішому шляху. Шлях же Еллі не тільки далекий, але і смертельно небезпечний, і без надійних друзів практично нездоланний.
- Дороті отримує чарівні черевички, а згодом і Золоту Шапку (разом з замком), як законну спадщину від убитих нею чарівниць. Еллі отримує і черевички і шапку, досить випадково.
- За Баумом, ворона, яка порадила Страхопуду отримати мізки, навчила інших птахів його не боятися. У Волкова про це прямо не говориться. Саму ворону Волков описує як «велика розкошлана», у Баума вона «стара». Дроворуб у книгах Волкова (і — за традицією — у більшості наступних російських перекладів казок про країну Оз) зроблений із заліза, а у Баума — з жесті. Страхопуд у Волкова, на відміну від Баума, легко «втрачає обличчя» — намальовані очі і рот змиваються водою.
- Між знайомством з Дроворубом і зустріччю з Полохливим Левом Волков вставляє додаткову главу, в якій Людожер викрадає Еллі. Страхопуду та Дроворубу вдається звільнити дівчинку і вбити Людожера.
- За Баумом, в лісі між ярами мешкають не Шаблезубі тигри, а Калідаси — істоти з тілом ведмедя, головою тигра і такими довгими зубами, що будь-хто з них міг би розірвати лева на шмаття.
- Волков вказує ім'я королеви польових мишей (Раміна) і описується, що прощаючись, вона залишила Еллі срібний свисток, яким її можна було викликати. У Баума королева мишей просто говорить, що Дороті може в будь-який час покликати її, вийшовши в поле, і, хоча згодом Дороті викликає Королеву Мишей саме за допомогою свистка, до цього він в оповіданні не фігурує.
- У Баума вартовий, який охороняє палац чарівника, відразу ж пропускає подорожніх, він названий просто «солдатом з зеленими бакенбардами», Волков дає Вартовому Брами ім'я — Дін Гіор і вводить сцену з розчісуванням бороди.
- Гудвін, направляючи Еллі і її друзів у Фіолетову країну, наказує їм позбавити Бастинду влади, будь-яким способом. Оз дає Дороті однозначний наказ убити злу чарівницю.
- Змінені слова заклинання, що викликає Летючих Мавп — як і всі заклинання у книгах Волкова, вони більш мелодійні і не вимагають особливих супровідних жестів, начебто стояння на одній нозі, як то було у Баума.
- Летючі Мавпи не шкодять Еллі зі страху перед срібними черевичками. Дороті захищає Поцілунок доброї чарівниці Півночі, який Волков геть не згадує.
- Перебування Еллі в полоні у Бастинди описано значно детальніше, додані новий персонаж, куховарка Фрегозо, та мотив підготовки повстання проти Бастинди.
- Дороті не знає, що чарівниця Заходу боїться води. Еллі знає про цей страх Бастинди, та подеколи використовує його, розливаючи воду на підлозі, щоб на час позбутися чарівниці, але не припускає, що вода для тої смертельно небезпечна.
- У Баума, щоб відібрати срібний черевичок, чаклунка використала дріт, який чарами зробила невидимим. У Волкова Бастинда позбулася всіх магічних інструментів і натягнула тоненьку мотузку.
- Ще до того, як полонила Еллі, Бастинда перестала бути чарівницею і її можна перемогти просто людськими силами. У Баума, незважаючи на те, що зла чарівниця позбулася своїх магічних союзників, вона зберігає здатність до чаклунства.
- Бастинда, коли Еллі обливає її водою, пояснює, що вона п'ятсот років не вмивалася, тому що отримала пророцтво про смерть від води. Чаклунка Заходу просто констатує, що вода її вб'є, а потім повідомляє Дороті, що та залишається господинею замку, і зізнається, що була дуже злою за життя.
- Історію Летючих Мавп Волков описав куди менш детально, ніж Баум.
- У Волкова Тотошко знаходить Гудвіна, що ховається за ширмою за запахом. За Баумом, Тотошко викриває чарівника випадково, відскакуючи вбік, злякавшись Левиного реву.
- Гудвін, як і Еллі, родом з Канзасу. Оз — з Омахи, поруч з Канзасом. Гудвін, до того як стати аеронавтом, був актором, грав царів і героїв, тоді як Оз був черевомовцем.
- У Баума наступник Чарівника залишається «опудалом на троні» в потертому блакитному жупані та стоптаних чоботях, у Волкова Страхопуд — естет і чепурун, починає правління з оновлення власного костюма.
- Шлях до Доброї Чарівниці Півдня проходить через ліс з воюючими деревами і Порцелянову країну. У Волкова ці місцевості відсутні, але додана глава з повінню, оскільки Волков змінив напрямок течії і шлях головної річки Чарівної країни.
- У Волкова ріка протікає з півночі на південь, а потім на схід в країну Мигунів. У Баума ця річка тече з півдня, повертає на захід, проходячи зовсім близько від Смарагдового міста трохи північніше, і тече далі на захід. Таким чином, вона не є перешкодою на шляху з Смарагдового міста в Рожеву країну.
- Останньою перешкодою на шляху в Рожеву країну у Волкова виявляються не Молотоголові (англ. Hammer-Heads), а Стрибуни (Маррани) (у першій редакції книги вони були описані, як «безрукі коротиші, що стріляють головами»).
- Еллі викликає Летючих Мавп у країні Марранів, після того, як Тотошко підказує їй, що після третього бажання вона може передати Золоту Шляпу будь-кому з друзів. Дороті не планує використовувати Летючих Мавп надалі.
- Рожеву країну населяють Балакуни — любителі поговорити. За Баумом країна Червона, а її жителі (кводлінги) нічим не відрізняються від інших людей країни Оз, крім прихильності до червоного кольору.
- Повернувшись до Канзасу, Еллі зустрічає в сусідньому містечку Гудвіна. Баум цього епізоду не має.

Варто підкреслити, що більшість цих розбіжностей з'являється саме в канонічній редакції 1959 року й не стосується двох довоєнних видань.

## Переклади українською
У 1956 році Волков почав переробляти свою казку для київського видавництва «Молодь», пізніше для Дитвидаву УРСР, що відділився від нього цього ж року. Судячи з листування, передбачалося видання як російською, так і в українському перекладі. Оскільки справа затяглася, Волков паралельно укладає контракти з видавництвами в Москві та Мінську, після чого Дитвидав УРСР вирішує замість «Чарівника Смарагдового міста» видати український переклад оригіналу Баума. З загадкових причин замість першої книги циклу про країну Оз у 1959 в перекладі Леоніда Солонька вийшла тринадцята (The Magic of Oz), але під назвою «Мудрець країни Оз», що збігається з неточним перекладом назви «The Wonderful Wizard of Oz» при посиланнях на оригінал у виданнях казки Волкова.
Українською мовою «Чарівника Смарагдового міста» перекладали Фелікс Ксензенко (перша публікація у 1992 році) та Наталія Косенко (видавництво «Школа» (Харків), перша публікація у 2013 році)
- Видавництво «Веселка» (Київ)
  - Олександр Волков. Чарівник Смарагдового міста; Урфін Джюс і його дерев'яні солдати. Переклад українською: Фелікс Ксензенко; малюнки: Олександр Коваль. — Київ : Веселка, 1992. — 359 с. — ISBN 5-301-01009-3.
- Видавництво «Школа» (Київ)
  - Олександр Волков. Чарівник Смарагдового міста. Урфін Джюс і його дерев'яні солдати. Переклад українською: Фелікс Ксензенко; малюнки: Лєанід Владімірскій. — Київ : Школа, 2002. — 414 с. — (Золота бібліотека) — ISBN 966-7657-91-4.
- Видавництво «Рідна мова / Махаон Україна» (Київ)
  - Олександр Волков. Чарівник Смарагдового міста. Переклад українською: Фелікс Ксензенко; малюнки: Владімір Коркін. — Київ : Махаон-Україна / Рідна мова, 2006. — 192 с. — ISBN 966-605-688-7.
    - (передрук) Олександр Волков. Чарівник Смарагдового міста. Переклад українською: Фелікс Ксензенко; малюнки: Владімір Коркін. — Київ : Махаон-Україна / Рідна мова, 2010. — 256 с. — ISBN 978-617-526-225-2.
    - (передрук) Олександр Волков. Чарівник Смарагдового міста. Переклад українською: Фелікс Ксензенко; малюнки: Владімір Коркін. — Київ : Махаон-Україна / Рідна мова, 2010. — 192 с. — (Бібліотека дитячої класики) — ISBN 978-617-526-123-1.
- Видавництво «Школа» (Харків)
  - Олександр Волков. Чарівник Смарагдового міста. Переклад українською: Наталя Косенко; художник: Ангеліна Канкава. — Харків : Школа, 2013. — 224 с. — (Дитячий бестселер) — ISBN 978-966-429-191-7.
- Інші видавництва
  - Олександр Волков. Чарівник Смарагдового міста. Переклад українською: не вказано; малюнки: М. Б. Барнич. — Донецьк : Веско, 2012. — 144 с. — (Бібліотека школяра) — ISBN 978-966-341-883-4.
  - Олександр Волков. Чарівник Смарагдового міста. Переклад українською: не вказано; малюнки: Олена Семякіна. — Харків : Ранок, 2015. — 240 с. — ISBN 978-617-09-2017-1.

## Похідні твори
Радіовистави
У Німеччині на основі книги Волкова було поставлено дві радіовистави:
- Der Zauberer der Smaragdenstadt, Режиссёр: Дитер Шарфенберг, LITERA junior 1991, MC.
- Der Zauberer der Smaragdenstadt, Режиссёр: Поль Хартманн, Deutsche Grammophon — Junior 1994, MC.

У травні 2006 року була випущена аудіоверсія книги на двох CD. Текст читала відом акторка і режисер Катаріна Тальбах: 
- Der Zauberer der Smaragdenstadt, Jumbo Neue Medien, 2CD, ISBN 3-8337-1533-2